# Irondale (Alabama)
Irondale es un pueblo ubicado en el condado de Jefferson en el estado estadounidense de Alabama. En el censo de 2000, su población era de 9813 habitantes.

## Demografía
En el 2000 la renta per cápita promedia del hogar era de $ 46.203$, y el ingreso promedio para una familia era de 55.365$. El ingreso per cápita para la localidad era de 23.251$. Los hombres tenían un ingreso per cápita de 38.138$ contra 30.775$ para las mujeres.

## Geografía
Irondale está situado en 33°31′54″N 86°41′12″O / 33.53167, -86.68667 (33.531939, -86.686816).
Según la Oficina del Censo de los EE. UU., la ciudad tiene un área total de 8.98 millas cuadradas (23.25 km²).